# Giovanni Maver
Giovanni Maver, italijanski slavist, * 18. februar 1891, Korčula, † 12. julij 1970, Rim.

## Življenje
Študiral je v domačem mestu Korčuli, v Dubrovniku in v Splitu. Leta 1909 se je vpisal na filozofijo Univerze na Dunaju in diplomiral z delom Die vorchristlichen Kulte in der Toponomastik Frankreichs. Študije je nadaljeval v Firencah in v Parizu. Leta 1914 je na Dunaju zaključil doktorat in leta 1920 je začel s prefesuro za slovansko filologijo na Univerzi v Padovi. Potem je v Rimu do leta 1966 poučeval poljsko literaturo. V Rimu je bil prvi profesor stolice slovanske filologije. 
Leta 1925 je prvič obiskal Poljsko. Od leta 1929 do leta 1948 je bil glavni urednik sekcije za tujo literaturo v Italijanski enciklopediji. Leta 1952 je ustvaril letno revijo Slavistična raziskovanja, ki jo je vodil do leta 1969. 
Leta 1958 je postal doctor honoris causa na Univerzi v Varšavi in član poljske akademije znanosti.

## Raziskovanje
Filološka in zgodovinska raziskovanja je osredotočal na slovanske narode: preučeval je novejše slovanske književnosti: v poljščini, srbohrvaščini, slovenščini in drugih jezikih. V fazi zbiranja gradiva je ostalo njegovo ambiciozno delo La civiltà slava. Predstavil je vplive italijanskega jezika na južnoslovanske jezike in prisotnost italijanske književnosti v slovanskih narodih. Bil je velik zagovornik slovanske skupnosti in v članku Gli Slavi: ciò che li unisce e ciò che li separa, in Europa. Rassegna di politica (1946) je pisal o združevalnih in razdruževalnih dejavnikih slovanskih jezikov. K enotnosti prispevata jezikovna sorodnost in podeželskost, k delitvi pa bizantinski vzhod in germansko-latinski zahod, ki sta kriva za sovraštvo med katoliškimi in pravoslavnimi Slovani. Kot stično točko vidi Ukrajino, ki je na meji med njima.

## Ricerche slavistiche
Večino raziskav je objavil v zelo obsežni reviji Ricerche slavistiche (slavistične raziskave), katere prvi urednik je bil v času krize italijanske slavistiske. O tem govori v pismih Romanu Pollaku, ki so nastala na prelomu štiridesetih in petdesetih 20. stoletja. Ni bil zadovoljen z rezultati svojega poučevanja, tožil je nad nezanimanjem za slavistične predmete. V šestdesetih letih je bilo izhajanje Ricerche slavistiche v krizi. Maver je težko prišel do dobrih recenzij, težave je imel tudi z zdravjem. Njen urednik je ostal tudi po upokojitvi leta 1961. 

## Študij polonistike
Juliusz Słowacki
Maver se je pri študiju poljskih avtorjev osredotočal na obdobje romantike. Od leta 1925 do 1961 je analiziral dela Juliusza Słowackega z epiko kot vrhuncem. Na njegov verski pogled na življenje je vplival nauk Andrzeja Towiańskega. Słowacki je opustil politiko kot način reševanja problemov in iskal rešitev v veri (Saggi critici su Juliusz Słowacki; Juliusz Słowacki nell’ultimo decennio; Da Napoli a Zante: osservazioni marginali sul «Viaggio in Oriente» di Juliusz Słowacki).
Adam Bernard Mickiewicz
Maver je bil pozoren predvsem na odnose romantičnega pesnika Mickiewicza z Italijo. Analiziral je njegove stike s politikom, novinarjem in filozofom Giuseppejem Mazzinijem, od začetnega navdušenja do kasnejših nesoglasij. Mazzini je imel Mickiewicza za najboljšega romantičnega pesnika. V londonskih člankih je cenil njegov nacionalni in ljudski značaj, preseganje prejšnjih literarnih tokov, opuščanje začetnih romantičnih stališč. Toda prav v Londonu je Mazzini tudi spremenil svoj pogled na Mickiewicza in postal kritičen do njegove verske in politične ideje; imel ga je za rojalista in zagovornika napoleonske ideologije.
Jan Kochanowski in Stanisław Sylwester Szarzyński
Maver je pohvalil izvirnost teh dveh poljskih renesančnih avtorjev. Kochanowski mu je ugajal zaradi svojske predelave petrarkizma v primerjavi s tradicionalnim petrarkizmom poljske literature 16. stoletja, zaradi recepcije Horacija in individualne izbire govorice. Pri Szarzyńskem je cenil avtonomnost pri parafraziranju latinskih tekstov. Zanj je predlagal novo umestitev v poljski literarni kontekst, ki presega stereotipe, s katerimi so ga označevali kritiki.

## Študij srbohrvaščine
V manjši meri se je ukvarjal s književnostjo v srbohrvaščini in o tem napisal študijo La letteratura croata in rapporto alla letteratura italiana. Članek vsebuje zelo obsežen pregled hrvaške književnosti od glagolice do del 20. stoletja. Osredotoča se na vplive italijanskega jezika na nastanek in razvoj hrvaščine. Išče vzporednice v prozi, poeziji, v gledališču in v tvorbi knjižnega jezika. V članku Leopardi presso i Croati e i Serbi je izpostavil glavne tri točke Leopardijeve umetnosti v hrvaškem prostoru: domoljubno navdušenje, ljubezen do narave in eksistencialni pesimizem. S pomočjo prevodov je analiziral, kako je prišlo do sistematiziranja hrvaškega in srbskega jezika, v študiji 'o studio delle traduzioni come mezzo d’indagine linguistica e letteraria (študij prevodov kot način literarne in jezikovne raziskave) je hvalil pomembnost prevodov pri literarnem raziskovanju.

## Študij slovenistike
Med drugo svetovno vojno je Maver večkrat obiskal Ljubljano. Z okupacijo Slovenije so številni italijanski akademiki in slavisti prispevali k uspešni kulturni politiki Italije do okupirane države. Iz študijev so dobro poznali Slovenijo in njen jezik ter so bili vključeni v ustanove kot je bil Inštitut za italijansko kulturo. Aktivno so sodelovali pri kulturni rekultivaciji, ki jo je izvajal režim v šolah Ljubljanske pokrajine. Ta je bila ustanovljena z odlokom visokega komisarja Graziolija 8. avgusta 1941 in predsednik je bil Giovanni Maver.   

O Maverjevem študiju slovenščine pričajo njegovi prispevki v Ricerche slavistiche. Napravil je diahroni pregled slovenističnega študija in vanj vključil mnogo slovenskih italijanistov, italijanskih slovenistov in komparativistov. Vsebinsko presega literarno zgodovino, saj vključuje zgodovinarje, kulturne zgodovinarje, zgodovinarje religije, filologe religije, filologe, jezikoslovce, etnologe in druge. Italijanist Zoltan Jan je Maverja opisal kot polislavista in kozmopolita, ki je povabil k sodelovanju pri reviji Ricerche slavistiche številne Slovence, npr. Jožeta Pogačnika, Marijo Kacin, Milka Matičetova in Sergia Bonazzo, pa tudi pisatelja Alojza Rebulo in filologa Natalina Radoviča.

## Dela
- Alle fonti del romanticismo polacco. Istituto per l’Europa orientale, 1929.
- Carattere patriottico e tendenze universali della letteratura polacca. Istituto per l’Europa orientale, 1930.
- Considerazioni sulla poesia di S. Szarzynski. Ricerche slavistiche 3 (1954). 162–83.
- Draghi. Saggi critici su Juliusz Słowacki. 1925.
- Gli Slavi: ciò che li unisce e ciò che li separa. Europa. Rassegna di politica2 (1946.) 1–5.
- Gli Sloveni e la cultura italiana Nuova Antologia (1941). (COBISS)
- La letteratura croata in rapporto alla letteratura italiana. Italia e Croazia (1942). 455–522.
- Letteratura polacca. Storia delle letterature moderne d’Europa e d’America, Vallardi, 1958.
- Letteratura serbo-croata. Storia delle letterature d’Europa e d’America, 4, Vallardi, 1960.
- Letteratura slovena. Storia delle letterature d’Europa e d’America 4 Vallardi, 1960.
- Mazzini e Mickiewics. Ricerche slavistiche 4 (1956). 7–30.
- Sienkiewicz, E. La “Trilogia”. Rivista di letterature slave 2 (1927). 65–78.
- Un poeta romatico cecoslovacco: Karel Hynek Màche. L’Europa orientale3. 1923.
- Kanata. Slavistična revija 3/4 (1950). 308–312.